# Związki amfiprotyczne
Związki amfiprotyczne – amfoteryczne związki chemiczne, które mogą pełnić rolę kwasu i zasady według teorii Brönsteda-Lowry'ego. Typowym związkiem amfiprotycznym jest woda, ponieważ może ona zarówno przyjmować, jak i oddawać jon wodorowy (proton).